# Glacier de Tourtemagne
Le glacier de Tourtemagne (en allemand Turtmanngletscher) est un glacier du canton du Valais en Suisse.
D'une longueur de 5,1 kilomètres, il mesure, dans sa partie supérieure, 1,5 kilomètre de large et couvre une surface d'environ 7,5 km2. Son point de départ se situe sur le flanc nord-ouest du Bishorn à une altitude de 4 150 mètres. Il se termine à l'altitude de 2 200 mètres, où il forme la Turtmänna qui, le long de la vallée de Turtmanntal, descend ensuite se jeter dans le Rhône. Le glacier alimente le Turtmannsee.
À l'altitude de 3 256 mètres, sur le flanc ouest du glacier en direction du val d'Anniviers se trouve la cabane de Tracuit, un refuge de montagne du club alpin suisse qui sert de point de départ pour l'ascension du Bishorn et du Weisshorn.
À l'inverse de la plupart des glaciers suisses, le glacier de Tourtemagne s'est étendu entre les années 1980 et le début des années 2000. Il se retire depuis lors toutefois rapidement. Depuis 1850 le recul est estimé à 3,8 km et sa surface a diminué de 3,8 km2.